# Aroeiras
Aroeiras là một đô thị thuộc bang Paraíba, Brasil. Đô thị này có diện tích 374,674 km², dân số năm 2007 là 19118 người, mật độ 51 người/km².